# Joachim A. Lang
Joachim A. Lang (* 1959 in Spraitbach) ist ein deutscher Journalist, Filmregisseur und Autor, Dozent an der Filmakademie Baden-Württemberg und Festivalleiter. Er leitete 2012 bis 2019 im SWR das Ressort „Sonderprojekte, Musik und Theater“.

## Leben
Lang studierte Germanistik und Geschichte an den Universitäten Heidelberg und Stuttgart. In seiner Magisterarbeit untersuchte er Bertolt Brechts „Kriegsfibel“. 
Seit 1986 arbeitete er beim SDR als Regisseur, Autor und Redakteur. Schon in seiner künstlerischen Anfangszeit realisierte er Dokumentarfilme und Features und führte Regie bei Fernsehsendungen, Shows und Filmen. 1991 entwickelte er federführend die von der Kritik und dem Publikum (Marktanteil 25 Prozent) gefeierte 26-teiligen ARD-Reihe „Das war einmal. Die Zeitgeistrevue mit Alfred Adabei“, für die er auch Regie führte. 
1996 erfand, entwickelte und leitete er die erfolgreiche ARD-Marke „Tigerenten Club“. Über das Leben des Kinderbuchautors Janosch entstanden unter Langs Regie die Filmporträts „Ja ist gut, Nein ist gut“ für den BR und „Da wo ich bin ist Panama. Die Lebensreise des Herrn Janosch“ für den SWR. 
Für die ARD entwickelte, schrieb und führte er Regie bei Filmen und Miniserien wie „Brecht – Die Kunst zu leben“, „Lieder und Zeiten“, „Schön war die Zeit – Das Jahrhundert und seine Schlager“. Zusammen mit Horst Königstein, der auch Regie führte, realisierte er für den NDR und die ARD das Dokudrama „Jud Süß – Ein Film als Verbrechen?“ mit Axel Milberg in der Rolle des Veit Harlan. 
Auch in Frankreich war Lang als Autor und Regisseur erfolgreich, so realisierte er mit Claude Fléouter und Guy Andréani den mit dem deutsch-französischen Journalistenpreis ausgezeichneten Dreiteiler „L’Allemagne, la France et l’air du temps“, außerdem Filme der Reihe „Un siècle des écrivains“. 
Anlässlich Bertolt Brechts 100. Geburtstag entstand 1998 im Auftrag von ARD und Arte die fünfteilige Dokumentation „Denken heißt verändern“, für die Lang als Autor und Regisseur zeichnete. Zu Brechts 50. Todestag 2006 schuf er, wieder für die ARD und Arte, ein filmisches Porträt des Künstlers. Mit Claus Peymann  erarbeitete er die Brecht-Gala „Ungeheuer oben!“ am Berliner Ensemble und führte für die ARD die Regie. 
Zum 20. Jahrestag der Einheit Deutschlands entwickelte er 2010 „Die Deutschlandrevue“, eine vom SWR mit dem Staatsschauspiel Dresden für Das Erste und 3sat produzierte Fernseh-Theater-Produktion, für die er auch Regie führte. Lang war Leiter von innovativen Film- und Fernsehprojekten, so zum Beispiel von „Don Giovanni in Stuttgart“, einer Aufführung in der Oper Stuttgart und im Schlossgarten, die zum einen live in voller Länge von 3sat übertragen wurde, parallel in Ausschnitten und mit von Harald Schmidt moderierten Hintergrundinformationen im SWR sowie als Internet-Livestream mit sechs einzeln anwählbaren Kameraperspektiven. In der Nachfolge entstanden Projekte mit den Nibelungen-Festspielen in Worms und den Bregenzer Festspielen mit „Turandot“.
An der Universität Stuttgart legte Lang seine mit Auszeichnung bewertete Doktorarbeit „Episches Theater als Film: Bühnenstücke Bertolt Brechts in den audiovisuellen Medien“ vor (veröffentlicht 2006).
Von 2009 bis 2016 entwickelte und leitete Lang das Brechtfestival in Augsburg. Nach Unstimmigkeiten mit dem Stadtrat über das künftige Konzept des Festivals zog er 2016 seine Bewerbung für die Fortsetzung seiner Arbeit als Festivalleiter zurück. Die Süddeutsche Zeitung vermutete, dass er damit einer „Abstimmungsniederlage im Kulturausschuss des Stadtrats“ zuvorkommen wollte.
2013 realisierte er für die ARD den Film „George“, in dem Götz George seinen Vater, den Schauspieler Heinrich George, spielte. Für diese Arbeit erhielt er den Deutschen Fernsehpreis 2013 und die World Gold Medal beim New York Film Festival.
Lang ist stellvertretender Vorsitzender des Kuratoriums der Akademie für gesprochenes Wort in Stuttgart.

## Kontroverse um Weiterbeschäftigung
Im Jahr 2019 verlor Lang seine Stelle als Abteilungsleiter „Sonderprojekte, Musik und Theater“ beim SWR. Daraufhin warf er dem Sender vor, dies habe mit seiner Unterstützung der Redakteurin Sandra Maria Dujmovic zu tun, die Vorwürfe der sexuellen Belästigung gegen einen ehemaligen Vorgesetzten erhoben hatte. Den Vorfall aus dem Jahr 2006 habe sie 2008 dem Sender angezeigt, er sei aber nie aufgeklärt worden. Lang hatte die Aussage seiner damaligen Partnerin unterstützt, indem er einen Telefonanruf des Vorgesetzten zur Einschüchterung am darauffolgenden Tag bezeugte.
Neben dem Verlust seiner Leitungsfunktion warf Lang dem Sender vor, er habe in seinen Jahren als Abteilungsleiter nicht wie zugesagt jedes Jahr einen Film als Regisseur und Autor verantworten dürfen, sondern nur einen einzigen. Zwei geplante Filmprojekte, die sich mit dem Nationalsozialismus beschäftigen sollten, seien abgelehnt worden. Laut Aussage des SWR-Rundfunkratsmitglieds Karl Geibel in einem Podcast der Wochenzeitung Kontext sei die Begründung für die Absage gewesen,  „Nationalsozialismus und Drittes-Reich-Probleme seien nicht mehr aktuell“. Der SWR ging gegen Aussagen in diesem Podcast gerichtlich vor. Auch Dujmovic habe im Zusammenhang mit den Vorwürfen ihre Funktion als stellvertretende Leiterin des Tigerentenclubs verloren.
2021 urteilte das Arbeitsgericht Stuttgart, vor dem Lang geklagt hatte, dass die Zusicherung, einen Film pro Jahr realisieren zu dürfen, weiterhin gelte, er aber die alte Leitungsposition nicht zurückerhalte.

## Auszeichnungen
Joachim A. Langs Arbeiten wurden mit den wichtigsten Film- und Fernsehpreisen bedacht, darunter deutsch-französischer Journalistenpreis, Bayerischer Fernsehpreis, Goldener Telix, Emil, Goldener Spatz, LiteraVision, Medienethik-Award und Medienpreis Entwicklungspolitik, Eurovisioni, Deutscher Fernsehpreis, World Gold Medal beim New York Film Festival.

## Filmografie (Auswahl)
- 2013: George
- 2018: Mackie Messer – Brechts Dreigroschenfilm
- 2024: Führer und Verführer
- 2024: Cranko

## Veröffentlichungen
- Herausgeber, mit Jürgen Hillesheim: „Denken heißt verändern“: Erinnerungen an Brecht. Maro Verlag, Augsburg 1998, ISBN 3-87512-243-7.
- Episches Theater als Film: Bühnenstücke Bertolt Brechts in den audiovisuellen Medien. Verlag Königshausen & Neumann, Würzburg 2006, ISBN 978-3-8260-3496-1 (zugleich Dissertation).
- Neues vom alten Brecht. Manfred Wekwerth im Gespräch. Aurora Verlag, Berlin 2010, ISBN 978-3-359-02515-3.
- unter Mitarbeit von Beate Karch: Heinrich George: eine Spurensuche. Henschel Verlag, Leipzig 2013, ISBN 978-3-89487-755-2.